# Anton Jarolim
Anton Jarolim (22. října 1869 Buštěhrad – 11. dubna 1933 Krupka) byl československý odborový předák, politik německé národnosti a meziválečný senátor Národního shromáždění ČSR za Německou sociálně demokratickou stranu dělnickou v ČSR.

## Biografie
Byl synem chudého horníka. Roku 1884 sám nastoupil do dolů a působil na šachtě Doblhof II v okrese Ústí nad Labem. Pracoval pak v Soběchlebech. Už od konce 19. století se angažoval v dělnickém odborovém hnutí v uhelném revíru v severních Čechách. Byl důvěrníkem a od roku 1897 delegátem odborového svazu. Byl členem ústředního předsednictva bratrské pokladny. Od roku 1894 zastával funkci člena předsednictva Ústředního svazu odborových spolků v Mostu. Při velké stávce v tomto regionu v roce 1900 byl předsedou stávkového výboru. V roce 1907 a 1911 kandidoval za sociální demokraty do rakouské Říšské rady, ale v obou případech prohrál v užší volbě.
V parlamentních volbách v roce 1920 získal senátorské křeslo v Národním shromáždění. Mandát obhájil v parlamentních volbách v roce 1925 i parlamentních volbách v roce 1929. Po jeho smrti místo něj jako náhradnice nastoupila do senátu Betty Schack. Profesí byl předsedou odborového svazu Union der Bergarbeiter v Krupce.